# 普伊叙瓦讷
普伊叙瓦讷（法語：Pouy-sur-Vannes，法語發音：[pwi syʁ van]）是法国奥布省的一个市镇，属于塞纳河畔诺让区。

## 地名
法语地名中，介词“sur”后常接河名并译作“……河畔……”，但此处的“Vannes”并非河名。

## 地理
普伊叙瓦讷（48°18'25"N, 3°35'21"E）面积15.82 平方千米，位于法国大東部大區奥布省，该省份为法国中北部省份，北起马恩省，西接塞纳-马恩省，西南至约讷省，东南至科多尔省，东临上马恩省。
与普伊叙瓦讷接壤的市镇（或旧市镇、城区）包括：贝尔瑟奈勒阿耶、马西伊勒阿耶、普朗蒂、库尔热奈。
普伊叙瓦讷的时区为UTC+01:00、UTC+02:00（夏令时）。

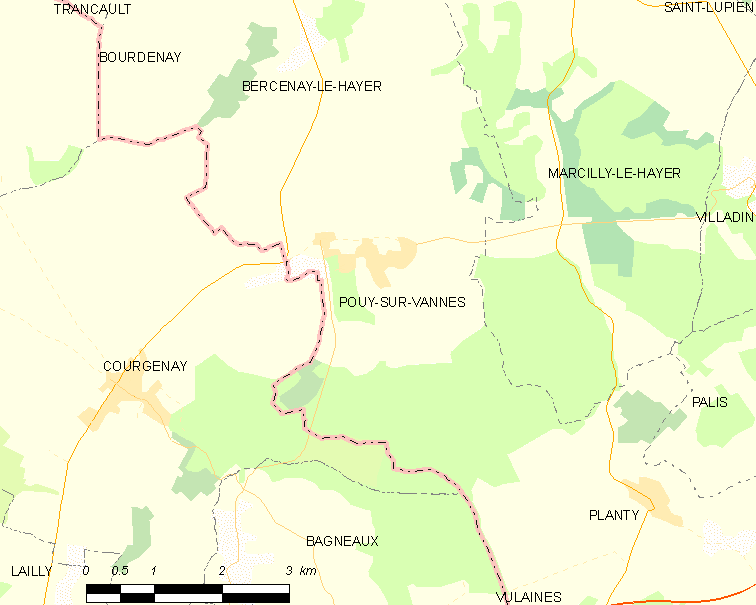
普伊叙瓦讷的OSM定位图

## 行政
普伊叙瓦讷的邮政编码为10290，INSEE市镇编码为10301。

## 政治
普伊叙瓦讷所属的省级选区为圣利耶县。

## 人口

1962-2008年间普伊叙瓦讷人口变化图示

普伊叙瓦讷于2022年1月1日时的人口数量为181人。